# Ephoron punensis
Ephoron punensis is een haft uit de familie Polymitarcyidae. De wetenschappelijke naam van de soort is voor het eerst geldig gepubliceerd in 1971 door Dubey.
De soort komt voor in het Oriëntaals gebied.